# Massif de l'Aïr
Le massif de l'Aïr (en touareg Ayăr, ⴰⵢⵔ, en haoussa Azbin [est]/Abzin [ouest]), est un massif montagneux situé au Niger, en Afrique, dans l'écorégion du Sahara. Situé au nord du 17e parallèle, il couvre une superficie de 70 000 km2. Il se présente comme un vaste plateau compris entre 500 et 900 mètres d’altitude où dominent des étendues planes, parsemé de sommets isolés de nature granitique, parfois surmontés d'édifices volcaniques.

## Géographie

### Topographie

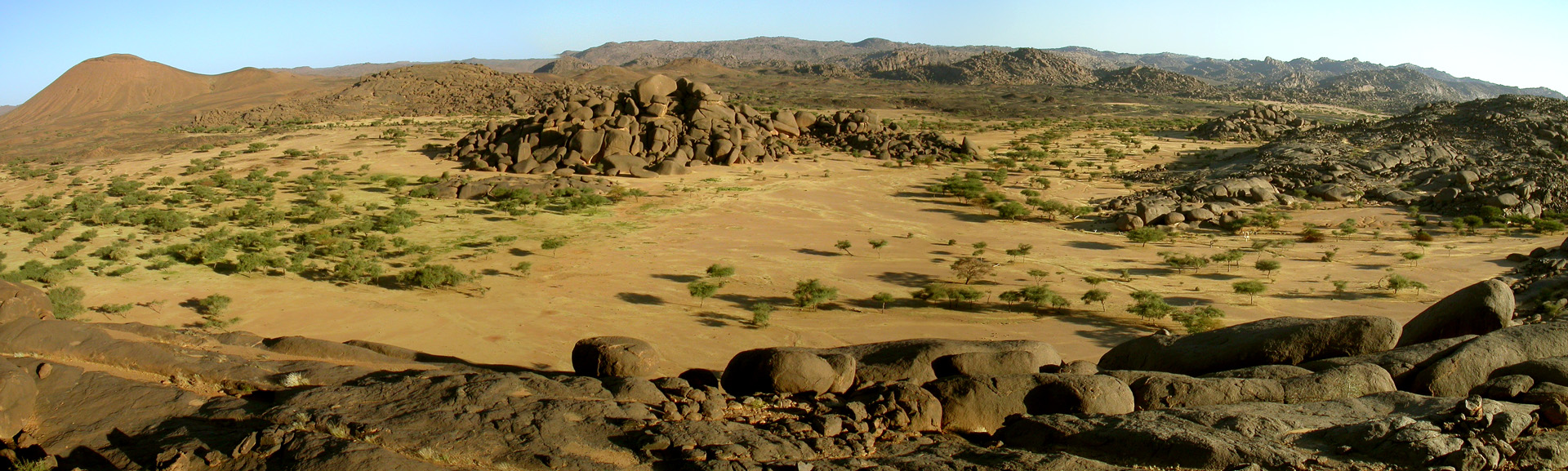
Alentours du volcan Izzeguerit, sur le Bagzane

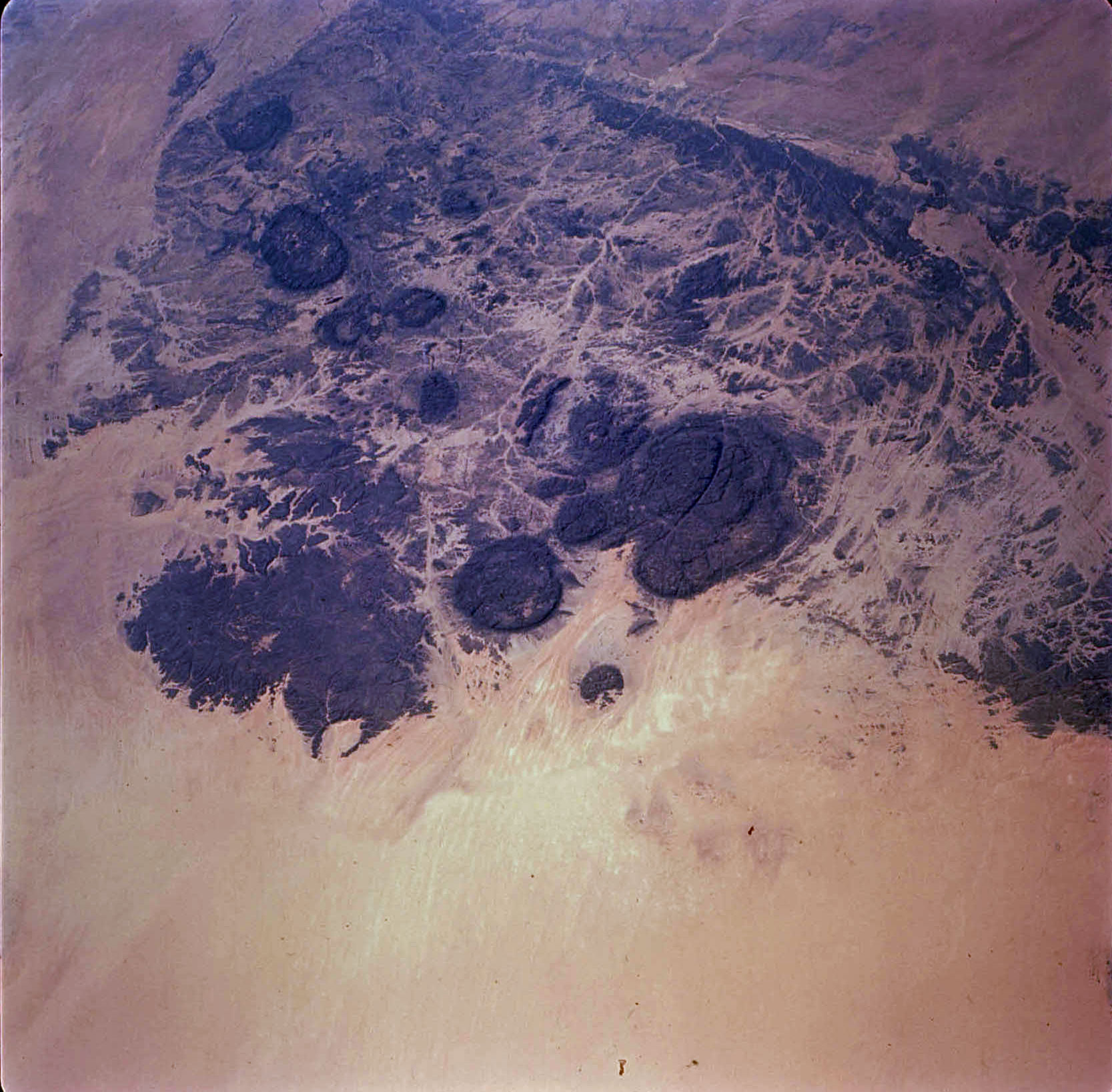
Image satellite du massif de l'Aïr.

Situé au centre-nord du pays, étendu sur 300 km du nord au sud et 200 km d'est en ouest, l'Aïr se présente sous une forme triangulaire.
Les altitudes dépassent souvent 900 m ; le point culminant de l'Aïr est le mont Indoukat-n-Taglès dans les monts Bagzane (2 022 m).
Le versant méridional s'enfonce dans une dépression dominée par la falaise de Tiguidit. Le versant oriental est en contact avec la zone sableuse du Ténéré. À l'ouest, la transition se fait rapidement avec la plaine du Talak et les régions de l'Azawagh et du Tamesna.
Le chef-lieu de l'Aïr est Agadez, ville située au cœur du pays touareg. La population est constituée de pasteurs nomades dont l'économie est axée sur les chèvres et les dromadaires qui leur fournissent lait, viande et peaux utilisées dans l'artisanat local. Certains se sont sédentarisés, par exemple dans les villages de Timia, Tabelot, Aoudéras ou Iférouane. Ce sont alors des agriculteurs cultivant des plantes maraîchères (oignons, tomates, pommes de terre, ail…), du maïs, du blé et quelques arbres fruitiers (orangers, pamplemoussiers, grenadiers…), ou alors des bergers éleveurs de chèvres. Les caravanes des Touaregs nomades permettent des échanges commerciaux entre les populations sédentaires et les oasis du Ténéré à l'Est (Fachi, Bilma ou Achegour), productrices de sel et de dattes.
L'Aïr présente ainsi un faciès varié au centre d'une zone de plaines monotones hyper arides.

### Géologie
Ce massif est un ensemble de hauts massifs cristallins et volcaniques émergeant d'un socle ancien. C'est en fait un anticlinorium, constitué de plis isoclinaux légèrement penchés vers l'est. La zone du socle précambrien de l'Aïr est composée de dépôts de roches sédimentaires plissées et métamorphisées (gneiss, schistes) et de roches volcaniques datant du Protérozoïque inférieur. Ces dépôts de plusieurs kilomètres d'épaisseur sont recoupés par des granitoïdes datés du Suggarien et par des roches éruptives mises en place lors de l'orogenèse panafricaine il y a 600 millions d'années (ou au Paléozoïque pour les plus récentes).
Au Jurassique, des failles annulaires apparues dans le socle cristallin, situé à 500 à 1 000 m d'altitude, ont permis la surrection de sommets de granite : Adrar Bous, mont Gréboun (1 944 m), monts Tamgak (1 988 m), mont Agalak, monts Bagzane (2 000 m) et Tarouadji. Ces sommets sont parfois surmontés de cônes ou dômes volcaniques de nature et d'âge variés (certains datent de la fin du Cénozoïque).
L'existence d'un volcanisme ancien est rendu tangible par l'existence de sources chaudes aux eaux très minéralisées (Tafadeq, Igouloulouf).

### Climat
Du fait de l'altitude et malgré une pluviométrie limitée (50 à 160 mm/an sur les bas plateaux), l'Aïr fait figure de région verte en comparaison avec les déserts environnants, surtout après la saison « pluvieuse » (août-septembre).

## Flore
Bien que très fragmentée et surtout concentrée sur les bords des koris (cours d'eau temporaires), la végétation de l'Aïr est relativement riche comparée aux plaines adjacentes du fait de la présence de relief, et d'une situation qui en fait un carrefour biogéographique. Elle est constituée d'environ 350 espèces qui sont pour la plupart des espèces sahariennes ou des espèces sahélo-soudaniennes.
Sur la partie la plus basse de l’Aïr (entre 500 et 900 m d’altitude), on rencontre des formations ligneuses dominées par Afagag (Acacia tortilis subsp. raddiana) très résistant à l'aridité. D'autres ligneux sont relativement fréquents, comme Tamat (Acacia ehrenbergiana), Taghart (Maerua crassifolia), Kalumbo (Leptadenia pyrotechnica), Tirza (Calotropis procera), (Salvadora persica), et Aborak (Balanites aegyptiaca). Dans la strate herbacée, quelques Poacées dominent, en particulier Afazo (Panicum turgidum) dans laquelle de nombreuses autres espèces parviennent à se développer, Stipagrostis spp., Aristida spp. et Eragrostis spp.
Sur la partie supérieure de l’Aïr (> 900 m), la végétation désertique se mélange peu à peu avec des espèces soudano-sahéliennes moins résistantes à la sécheresse et isolées de leur aire principale de distribution (Acacia laeta, Acacia seyal, Commiphora africana, Ficus spp., etc.).
Aux alentours des sommets, et plus particulièrement dans le massif des Bagzane, un petit nombre d'espèces à affinité méditerranéenne a été identifié. Ces espèces constituent un enjeu important de conservation car elles sont isolées aux plus hautes altitudes. Il s'agit notamment de l'olivier sauvage Aleou (Olea europaea subsp. laperrinei), d'une lavande, Alan'n'adragh (Lavandula antinae), de Rumex vesicarius ou des Asteraceae Senecio hoggariensis et Senecio flavus. Trois fougères absentes au Niger ont été identifiées en 2005 aux alentours du sommet des Bagzane : (Actiniopteris radiata, Ophioglossum polyphyllum, et Cheilanthes coriacea), ce qui montre que les montagnes de l'Aïr offrent des refuges remarquables pour la biodiversité face à l'aridité du désert et permettent la persistance d'espèces ayant colonisé cette région lors de phases climatiques plus clémentes.

## Faune
L'Aïr abrite, au dernier recensement, 40 espèces de mammifères, 165 d'oiseaux, quelque 18 espèces de reptiles et une d'amphibien, dont certaines sont considérées comme très menacées par les instances internationales : 9 des espèces de la région sont sur la liste rouge de l'UICN pour le Niger. Par exemple, l'addax et l'autruche sont encore présents dans le massif mais sont menacés par le braconnage et par la sécheresse. C'est le seul massif montagneux du monde, avec les monts Transantarctiques, à ne posséder aucune espèce de poisson. Les espèces invertébrées n'ont pas encore été inventoriées.

### Ongulés
Il existe dans l'Aïr des populations notables d'Ongulés sahariens par ailleurs fortement menacés. Magin estimait en 1990 qu'il existait dans la réserve de l'Aïr-Ténéré une population d'environ 12 000 gazelles dorcas (Gazella dorcas), 170 gazelles de Damas (Gazella dama) et 3 500 mouflons à manchettes (Ammotragus lervia), soit 70 % de la population totale de ce mouflon au Niger. Il semble que le nombre de gazelles dorcas et de mouflons ait augmenté depuis la création de la réserve, mais la gazelle de Damas est en déclin à cause du braconnage et de la pression touristique. Le nombre d'addax (Addax nasomaculatus) a régulièrement diminué depuis 1979, et leur population s'est réduite jusqu'à 15 individus. L'Oryx dammah ou oryx algazelle, quant à lui, n'a plus été vu depuis 1983 : cette espèce est éteinte à l'état sauvage.

### Carnivores
De nombreux grands carnivores du Sahel (lions, lycaons) ont été exterminés de la région au début du XXe siècle par la chasse et l'empoisonnement, mais certaines espèces persistent : on compte encore entre 15 et 20 guépards (Acinonyx jubatus) et quelques hyènes rayées (Hyaena hyaena) qui se nourrissent essentiellement de singes. Les populations de carnivores de plus petite taille se portent assez bien. On peut par exemple rencontrer dans la région des chacals dorés (Canis aureus), des fennecs (Vulpes zerda), des renards de Rüppel (Vulpes rueppellii), des caracals (Caracal caracal) et le chat des sables (Felis margarita). Le zorille du désert (Ictonyx libyca) été vu dans la région.

### Singes
Il existe dans les monts Tamgak une population isolée et sans doute consanguine d'environ 70 babouins anubis (Papio anubis), et environ 500 singes patas (Erythrocebus patas) au centre du massif. Les deux populations sont composés d'individus appartenant à des sous-espèces endémiques de l'Aïr.

### Petits mammifères
On peut trouver dans le massif de l'Aïr des colonies de damans du Cap (Procavia capensis) et des populations stables de rongeurs fouisseurs, insectivores et chauves-souris. Les porcs-épics à crête (Hystrix cristata) et les hérissons à ventre blanc (Atelerix albiventris) constituent même une nuisance pour les cultures.

### Oiseaux
Les gangas (Pteroclididae), Columbidae, Capitonidae, Alaudidae, bruants (Emberizidae), tisserins (Ploceidae), corbeaux et corneilles Corvidae sont communs. Le Calao à bec rouge (Tockus erythrorhynchus) a été observé. On a reporté aussi la présence de l'outarde (Neotis nuba) et du hibou grand duc africain (Bubo africanus). La dernière grande population d'autruches de la sous-espèce Struthio camelus camelus de cette région de l'Afrique, vivant à l'ouest du massif et estimée en 1990 à 800-2 000 individus, était presque éteinte en 2001. Il existe aussi 85 espèces d'oiseaux de passage, faisant parfois une halte au cours de leur trajet migratoire vers les zones d'hivernage.

### Reptiles
Il existe différentes espèces de serpents et de lézards dans le massif : le cobra cracheur noir (Naja nigricollis), la vipère heurtante (Bitis arietans), Eryx muelleri, la vipère à cornes (Cerastes cerastes), le Varan du désert (Varanus griseus) et diverses espèces de geckos.

## Histoire
L'Aïr est célèbre pour son art rupestre, daté de 6 000 ans av. J.-C. à 1 000 ans apr. J.-C. Il s'agit principalement de gravures dans la roche, réalisées à l'aide de roche pointue, puis peut-être avec du métal après 1200 av. J.-C. Selon les représentations les plus anciennes, c'était une zone pastorale, comme démontré par de nombreuses illustrations de bétail et de grands mammifères (en particulier, une gravure de 5 mètres de haut représentant une girafe, découverte à Dabous en 1999, est célèbre dans le monde entier). Mais au cours du IIIe millénaire av. J.-C., la désertification commença à être sensible, et les Touaregs migrèrent dans cette région, en provenance du Nord. Les représentations indiquent alors des scènes de guerre, montrant des chariots, des chevaux et des scènes de bataille. Puis la région devint une confédération Touareg sous l'égide d'un amenokal.
L'arrivée des Français à la fin du XIXe siècle affaiblit les Touaregs et provoque des luttes intestines de résistance au colonialisme pendant plusieurs décennies.
En 1968 est créée la Société des mines de l'Aïr pour exploiter les gisements d'uranium présents à proximité de la ville d'Arlit.
Les famines des années 1970 et 1980 réduisent la population des villes de l'Aïr, hormis Agadez et Arlit. La rébellion touarègue de 1990-1996 est réprimée brutalement, ce qui dépeuple de nombreux villages de l'Aïr. En 2004, une invasion de criquets ravage de nombreux jardins. La rébellion touarègue de 2007-2009 met fin à l'industrie touristique.

## Réserve naturelle de l'Aïr et du Ténéré
Au début des années 1990, la région ayant subi un conflit militaire et des troubles civils, le gouvernement nigérien a demandé au Directeur général de l'UNESCO de lancer un appel en faveur de la protection du site. Ce dernier a été inscrit sur la liste du patrimoine mondial en 1991 sous l'appellation de réserve naturelle de l'Aïr et du Ténéré. En février 1992, le site est inscrit sur la liste du patrimoine mondial en péril. En 1997, il est déclaré réserve de biosphère.

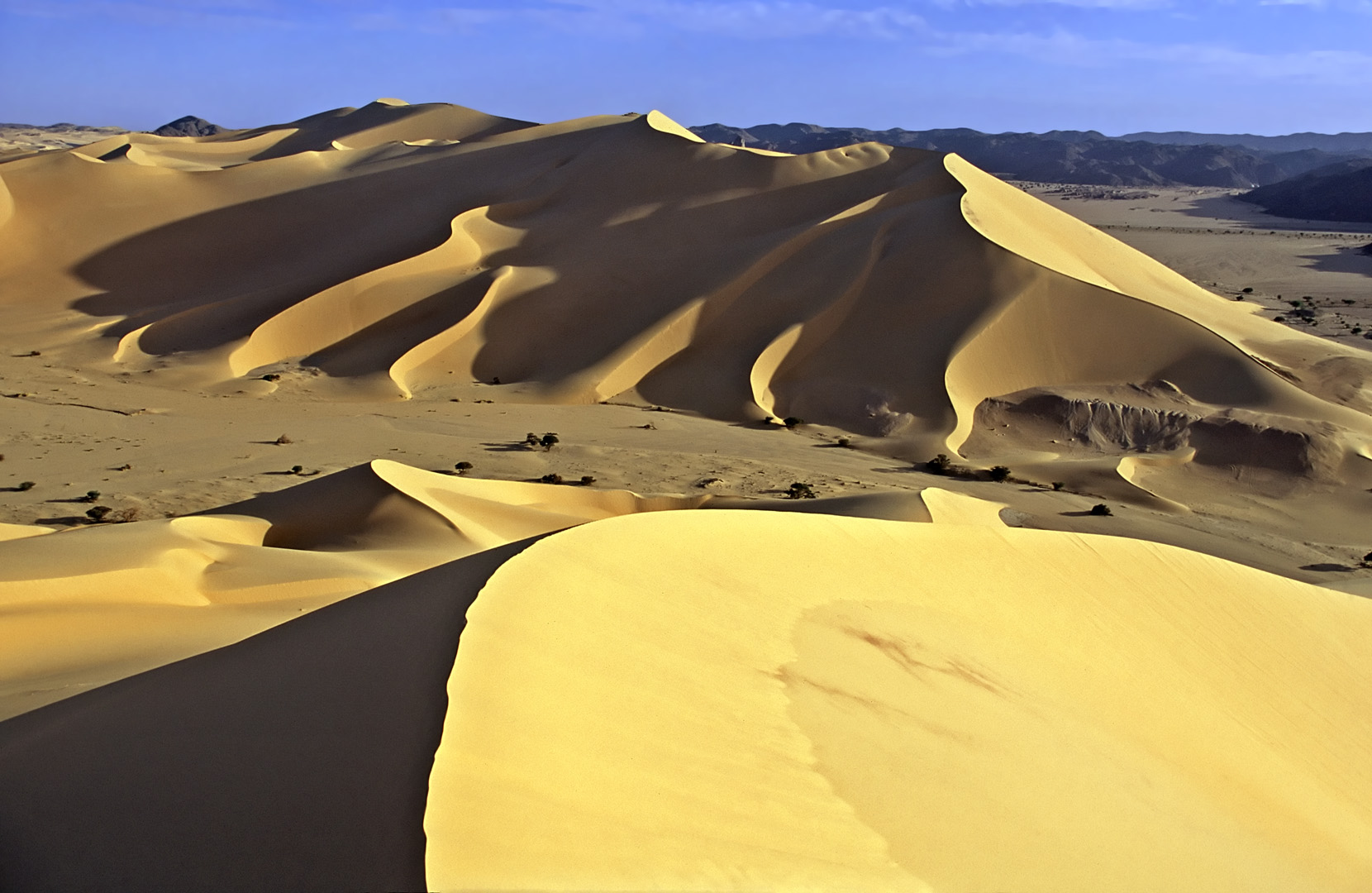
Dunes de Temet et massif du Gréboun, au nord de l'Aïr
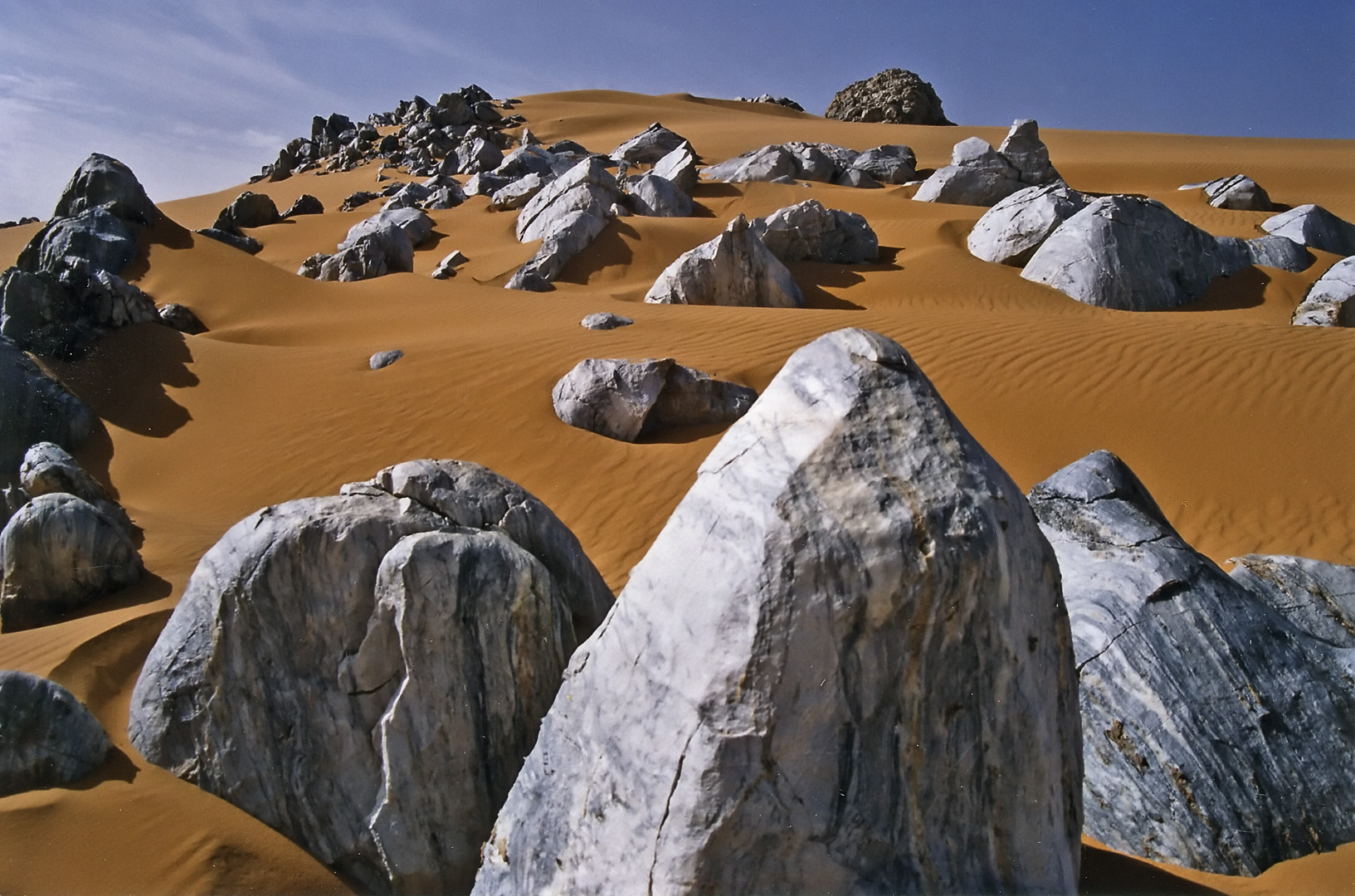
Montagnes Bleues, en bordure est de l'Aïr
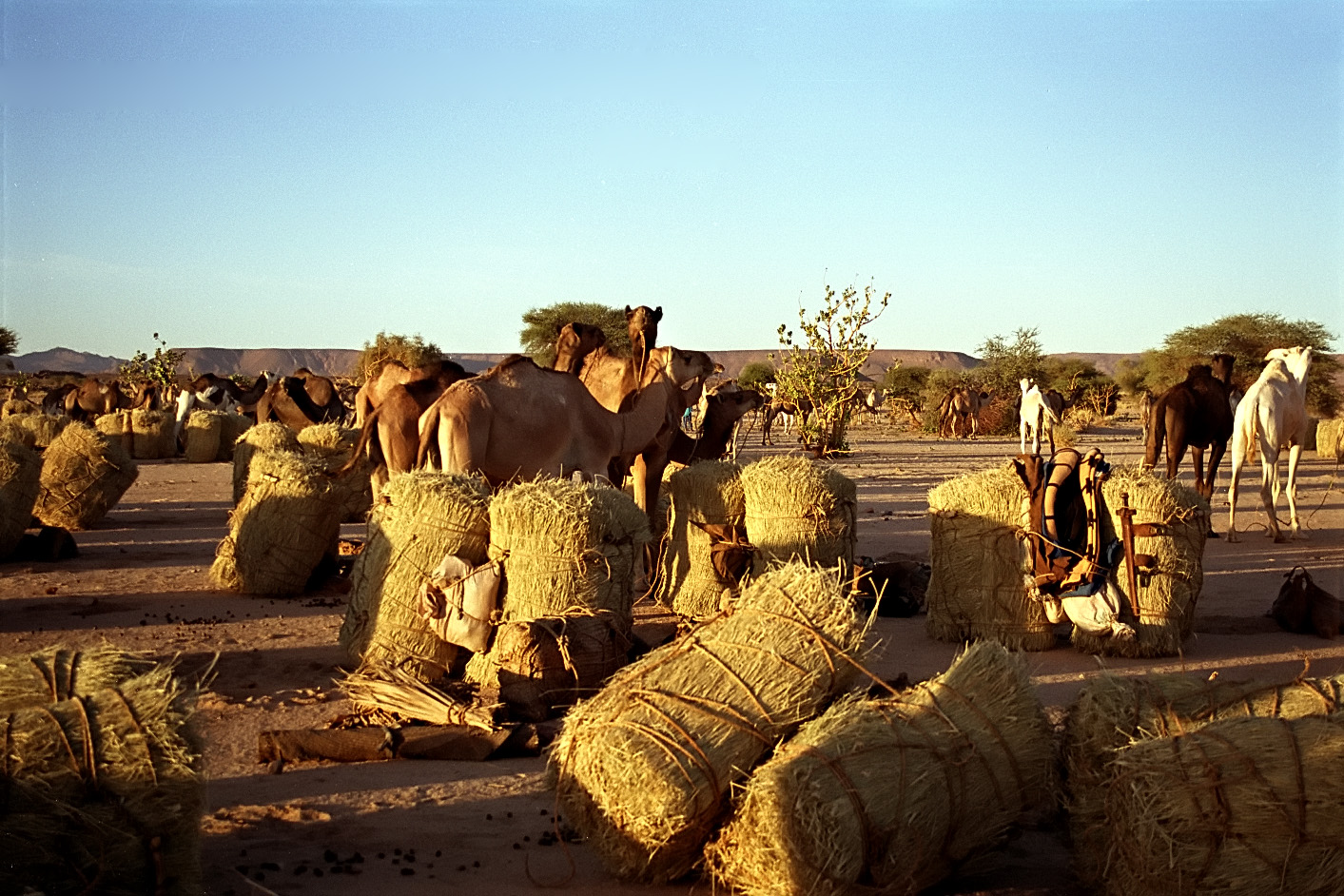
Caravane du sel au départ de l'Aïr
Au bivouac dans l'Arakao, au sud de l'Aïr